# Myrmecophilus surcoufi
Myrmecophilus surcoufi är en insektsart som beskrevs av Lucien Chopard 1919. Myrmecophilus surcoufi ingår i släktet Myrmecophilus och familjen Myrmecophilidae. Inga underarter finns listade i Catalogue of Life.